# Joseph Loewy

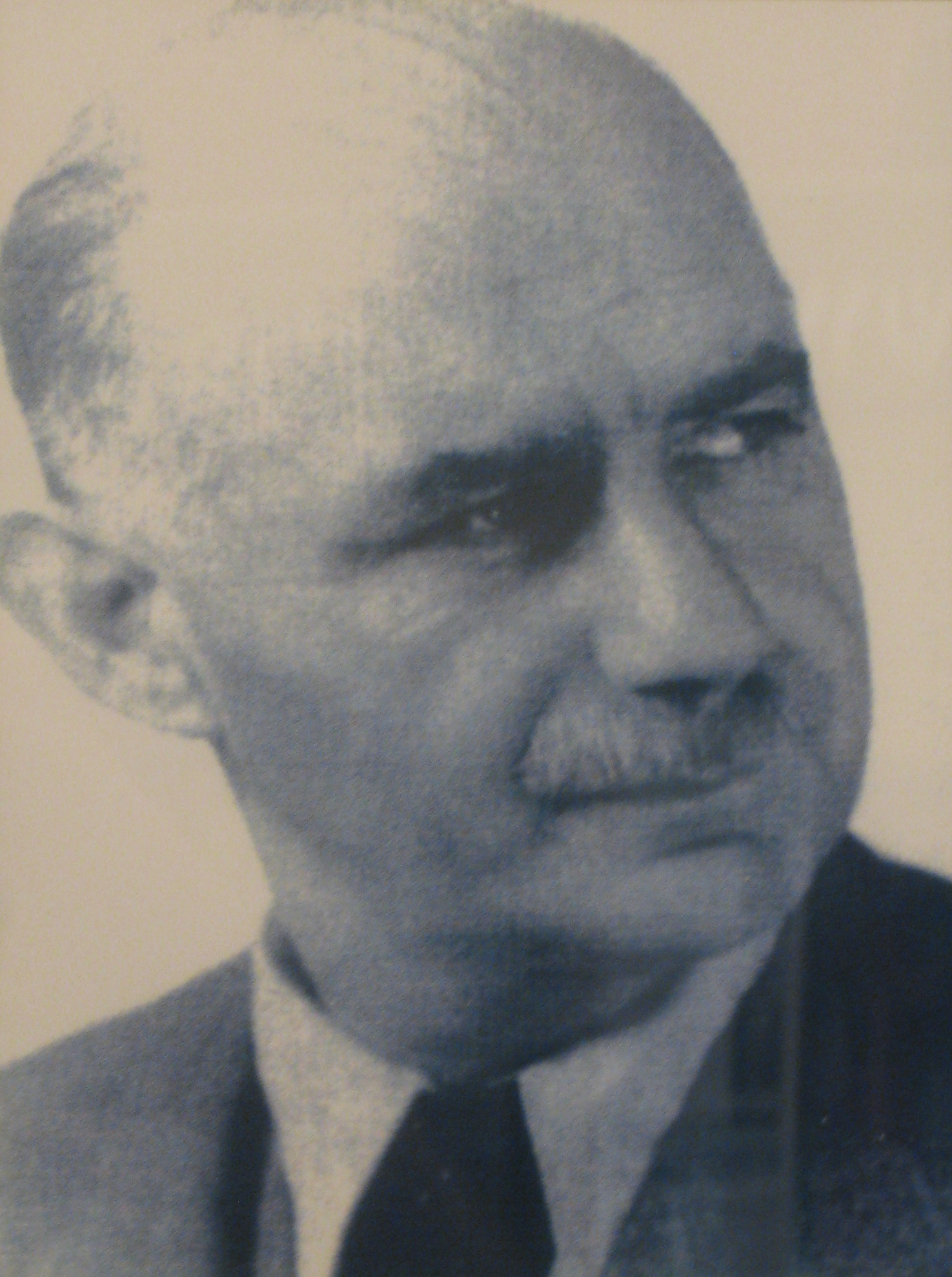
Joseph Loewy

Joseph Loewy (* 5. August 1885 in Gleiwitz, Oberschlesien; † 25. April 1949 in Naharija, Israel) war ein deutsch-israelischer Bauingenieur, zionistischer Politiker und Städteplaner in Palästina/Israel, wo er die deutsch-jüdische Immigrantensiedlung Naharija mitgründete. 

## Herkunft und Ausbildung
Joseph Loewy entstammte einer Kaufmannsfamilie aus Gleiwitz. Nach seinem Abitur (1903) studierte er an der TH zu Berlin in Charlottenburg nahezu alle Zweige der Ingenieurwissenschaften und war gleichzeitig in einer zionistischen Studentenverbindung, dem „Verein Jüdischer Studenten“, der sich auf das Basler Programm (1897) von Theodor Herzl berief, aktiv. Nach Erlangung seines Diploms (1909) und einer vierjährigen Berufserfahrung „im Eisenbetonbau, Eisenbau, städtischen Tiefbau, Städtebau, in der Herstellung von Baumaterialien“ und der Möglichkeit, seine „technischen Kenntnisse nach der wirtschaftlichen Seite hin auszugestalten“, arbeitete er in den Jahren 1913 bis 1915 im Palästinaamt in Jaffa, das seit 1908 unter der Leitung von Arthur Ruppin die jüdische Kolonisation in Palästina koordinierte.

## Beruflicher und politischer Werdegang
Im Palästina-Amt baute Joseph Loewy die „Technische Abteilung“ auf und kümmerte sich auch inhaltlich um städteplanerische Konzepte nach europäischen Standards – wozu die Verbreiterung von Straßenzügen im neugegründeten Tel Aviv ebenso gehörte wie die Konstruktion von Schlichtwohnungen für jemenitische Einwanderer. Hierbei geriet Joseph Loewy allerdings in konzeptionelle und politische Gegensätze zu seinem Vorgesetzten Ruppin. Während des Ersten Weltkrieges wurde Loewy als deutscher Staatsbürger zurückgerufen, um in Berlin als Ingenieur in kriegswichtiger Produktion – bei der Konstruktion von Flugzeughallen – zu arbeiten. In der Berliner Baufirma Adolf Sommerfeld lernte Loewy dessen Schwester, seine spätere Ehefrau Clara Sommerfeld (1889–1974) kennen, mit der er 1920 wieder nach Palästina übersiedelte, um in Tel Aviv die Baugesellschaft „Kedem“ zu betreiben und sich ab 1924 in Haifa mit der Vision von „Gartenstädten“ als Städteplaner und als privater Bodenkäufer für jüdische Siedlungen zu betätigen. Zentrales Anliegen war die Entwicklung des jüdischen Sektors an der Bucht von Haifa. Als in den 1930er Jahren in Deutschland die Verfolgung der Juden begann, konzipierte Joseph Loewy zusammen mit dem Agronomen Selig Eugen Soskin (1873–1959), dem Ingenieur Simon Reich (1883–1941) und dem Bankier Heinrich Cohn (1895–1976) die Agrarsiedlung Naharija nördlich von Haifa. Sie bot während des Zweiten Weltkrieges 1000 jüdischen Flüchtlingen aus Deutschland eine neue wirtschaftliche Existenz als Landwirte, Handwerker und Arbeiter. Nach zahlreichen Krisen überlebte die Siedlung Naharija als Bade- und Luftkurort und ist heute eine moderne israelische Stadt mit 65 000 Einwohnern.

## Bedeutung
Joseph Loewy wird noch heute in Naharija als einer der Mitgründer der Siedlung gefeiert, wobei ihm aber auch eine Mitverantwortung am finanziellen Scheitern des ersten landwirtschaftlichen Siedlungskonzeptes von Selig Eugen Soskin zugeschrieben wird. Sein historisches Verdienst besteht in der Vorbereitung privater Siedlungen für europäische Einwanderer und deren wirtschaftlicher Eingliederung. Joseph Loewy gründete verschiedene private Terraingesellschaften, die von arabischen Grundbesitzern freie Flächen aufkauften und durch Amelioration durch die von ihm geleitete Firma Raʿananiya (hebräisch רַעֲנָנִיָה) und Parzellierung für landwirtschaftliche Bearbeitung an Neusiedler mit Eigenkapital veräußerten. Joseph Loewy wurde so zu einem der bekanntesten Privatinvestoren Palästinas und des neuen Staates Israel. Straßen sind nach Joseph Loewy benannt in Haifa, Naharija, Qirjat Bialik und Tel Aviv.

## Veröffentlichungen
- Joseph Loewy: Vergangenheit und Zukunft der „Haifa Bay“. Haifa 1928. (Broschüre in deutscher Sprache. Privatarchiv Mazursky, Naharija).
- Joseph Loewy: Die Entwicklungsmöglichkeiten des Karmel im Zusammenhang mit der Entwicklung der Stadt Haifa. In: Palästina. Monatsschrift für den Aufbau Palästinas. XIII. Jg. Nr. 1./2. Wien 1930, S. 9–18.
- Joseph Loewy: Die Aufgaben der Privatinitiative in der Haifa-Bay. In: Palästina. Monatsschrift für den Aufbau Palästinas. XV. Jg. Nr. 8./9. Wien 1932, S. 233–240.
- Joseph Loewy: Die Zukunft des jüdischen Haifa. In: Palästina. Monatsschrift für den Aufbau Palästinas. XVI. Jg. Nr. 5./6. Wien 1933, S. 145–156.
- Joseph Loewy: Industrie- und Stadtrandsiedlungen statt Mietskasernen in Haifa und Tel Aviv. Vorschläge für den ökonomischen Umbau der jüdischen Siedlung in Palästina. Haifa/Nahariah 1940. (Broschüre in deutscher Sprache. Privatarchiv Mazursky, Naharija).
- Joseph Loewy: Die Haifa-Bay. Nahariya 1945. (Broschüre in deutscher Sprache. Privatarchiv Mazursky, Naharija).